# Artilleriewerk Pré-Giroud

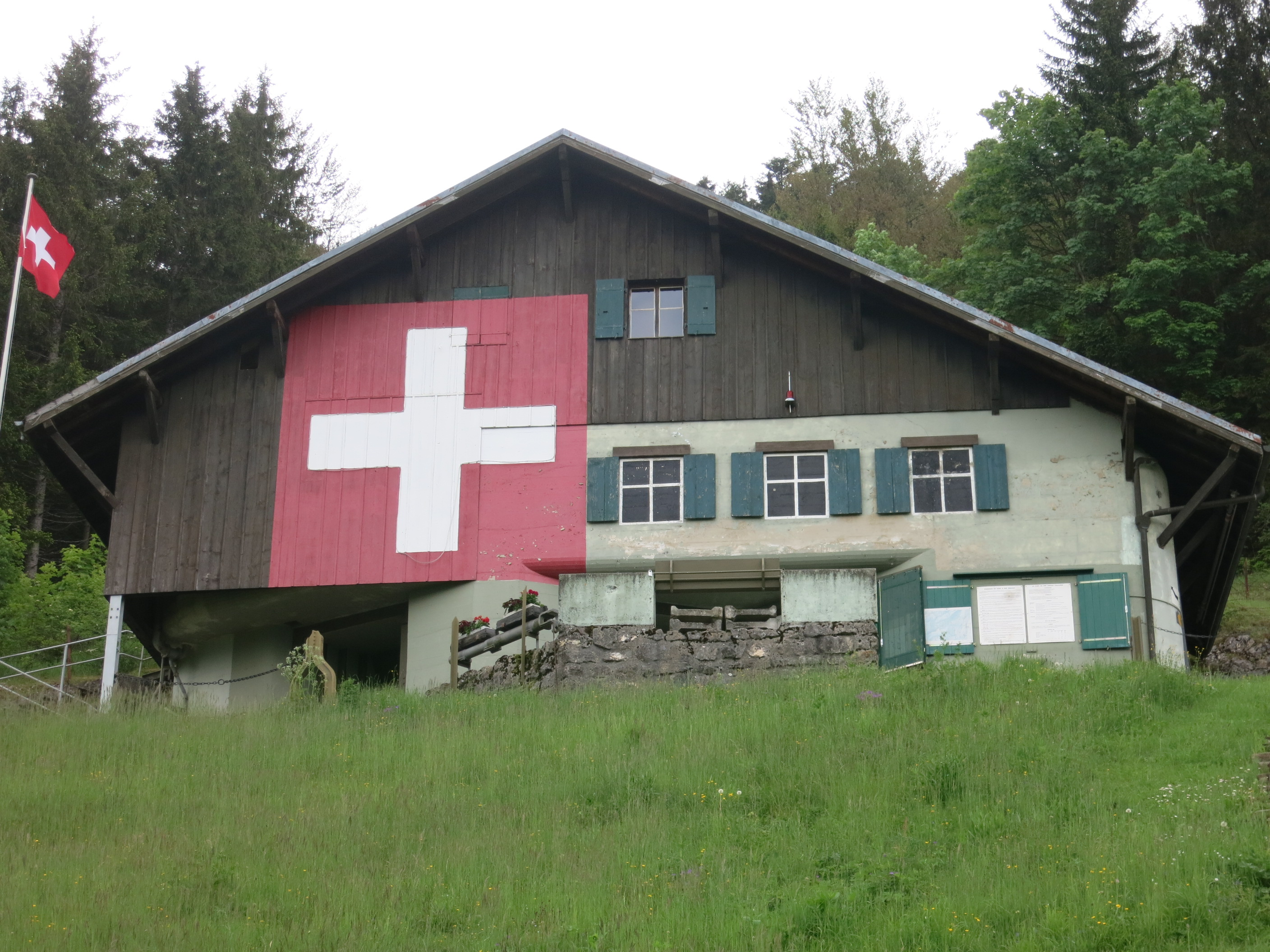
Haupt- und Eingangswerk A 577 als Chalet getarnt

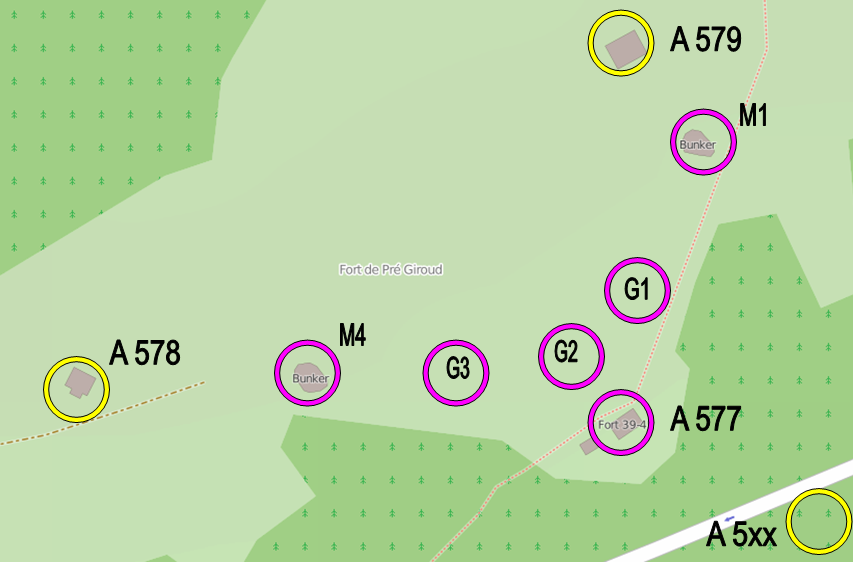
Plan: pink = Artilleriewerk, gelb = Aussenverteidigung, G = Festungsgeschütze, M = Maschinengewehre

Das Artilleriewerk Pré-Giroud (Armeebezeichnung A 577) der Schweizer Armee befindet sich südöstlich oberhalb der Gemeinde Vallorbe im  Waadtländer Jura auf rund 1000 m. Es wurde von 1937 bis 1941 gebaut, ab 1975 zur Ausbildung benutzt und Mitte der 1980er Jahre aufgehoben. 

## Artilleriewerk Pré-Giroud
Das Fort von Vallorbe ist ein typisches Beispiel eines vor dem Zweiten Weltkrieg entstandenen Festungswerks. In den Jahren 1935 und 1936 wurden Rekognoszierungsarbeiten im Hinblick auf die Verteidigung des Mont d’Or-Tunnels durchgeführt. Das Werk wurde vom 1935 reaktivierten Büro für Befestigungsbauten (BBB) geplant und im Herbst 1937 konnte am Jurahang oberhalb Vallorbe mit den Bauarbeiten für das Felswerk begonnen werden. Die gesamte Anlage ist in den Berg hinein gebaut und im Freien sind nur drei freistehende Bauten sichtbar.
Die Anlage war wegen der Waffenentwicklung kurz nach dem Krieg überholt. Da sie am Vorderhang lag, war sie leichtes Ziel für Raketen oder direkt schiessende Hohlladungsgeschosse. 

### Auftrag und Truppen
Die Festung hatte den Auftrag das Grenztal in Richtung Pontarlier und den Col de Jougne für fremde Armeen zu sperren sowie die Verteidigung der französisch-schweizerischen Grenze zu unterstützen.
Im August 1939 bezogen 30 Mann des Grenzbataillons 214 unter Hauptmann Edouard Lambelet das Werk. Sie wurden im April 1942 durch ein Kontingent des Festungswachtkorps ersetzt. 1945 wurde die Anlage vom Festungsartilleriedetachement 214 mit 217 Mann betrieben. Aus Platzmangel musste ein Teil der Besatzung ausserhalb der Anlage untergebracht werden. Ab 1951 war die Festungskompanie 91 und die Grenzbrigade 1 zuständig.

### Bewaffnung
Die drei Kampfstände in den Artilleriebunkern sind mit je einer halbautomatischen 7,5 cm-Kanone Modell 1939 ausgerüstet. Der mittlere Kampfstand besitzt ein 7,5 cm-Kanone, eine halbautomatische 4,7 cm Panzerabwehrkanone und ein Beobachtungsposten als Feuerleitstelle. Der linke und rechte Kampfstand haben je eine 7,5 cm-Kanone, einen Beobachtungsposten sowie ein Maschinengewehr. Der erste Schuss aus einer 7,5 cm-Kanone fiel am 4. Dezember 1939.

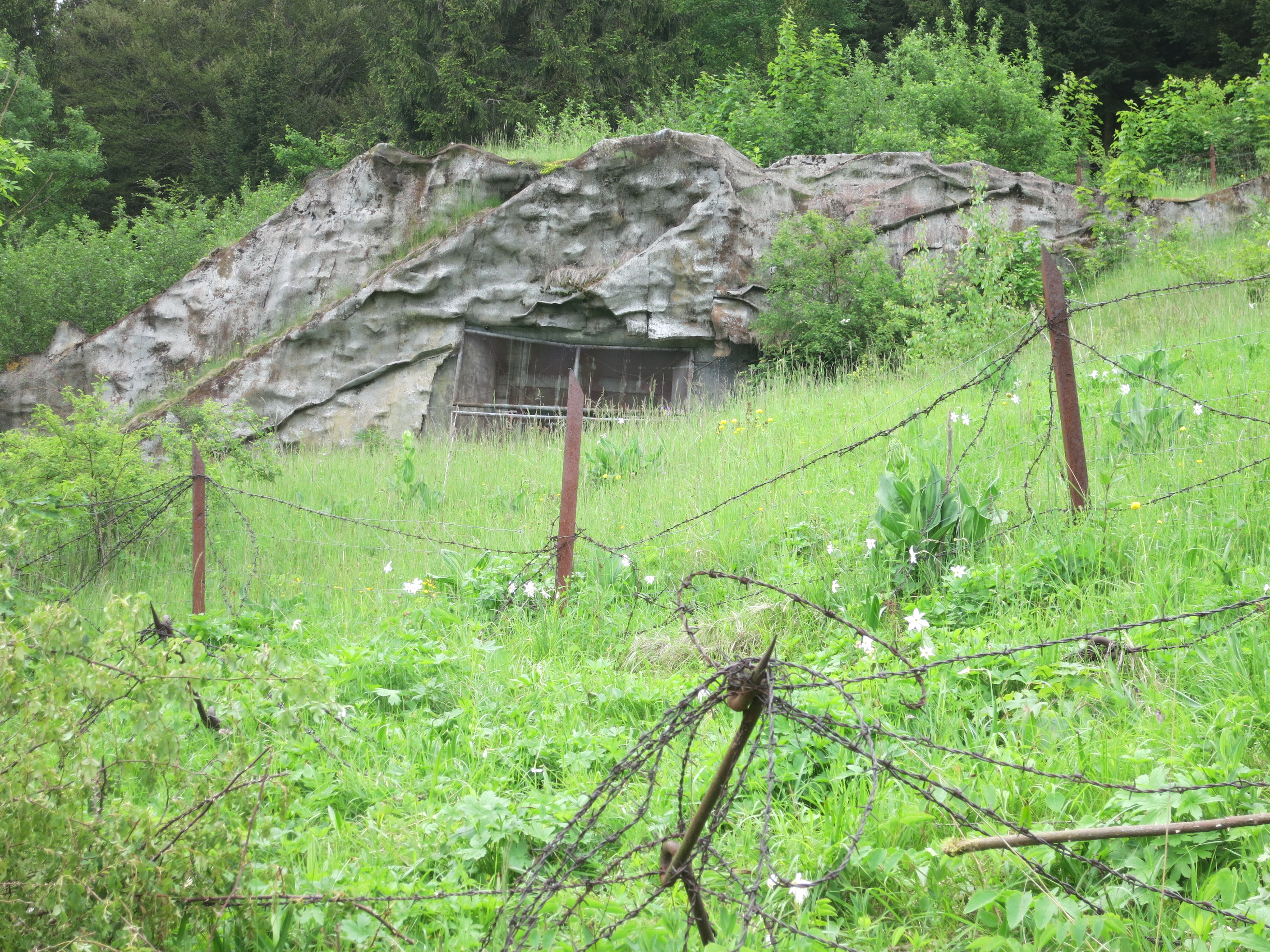
Geschützstand 1, 7.5 cm
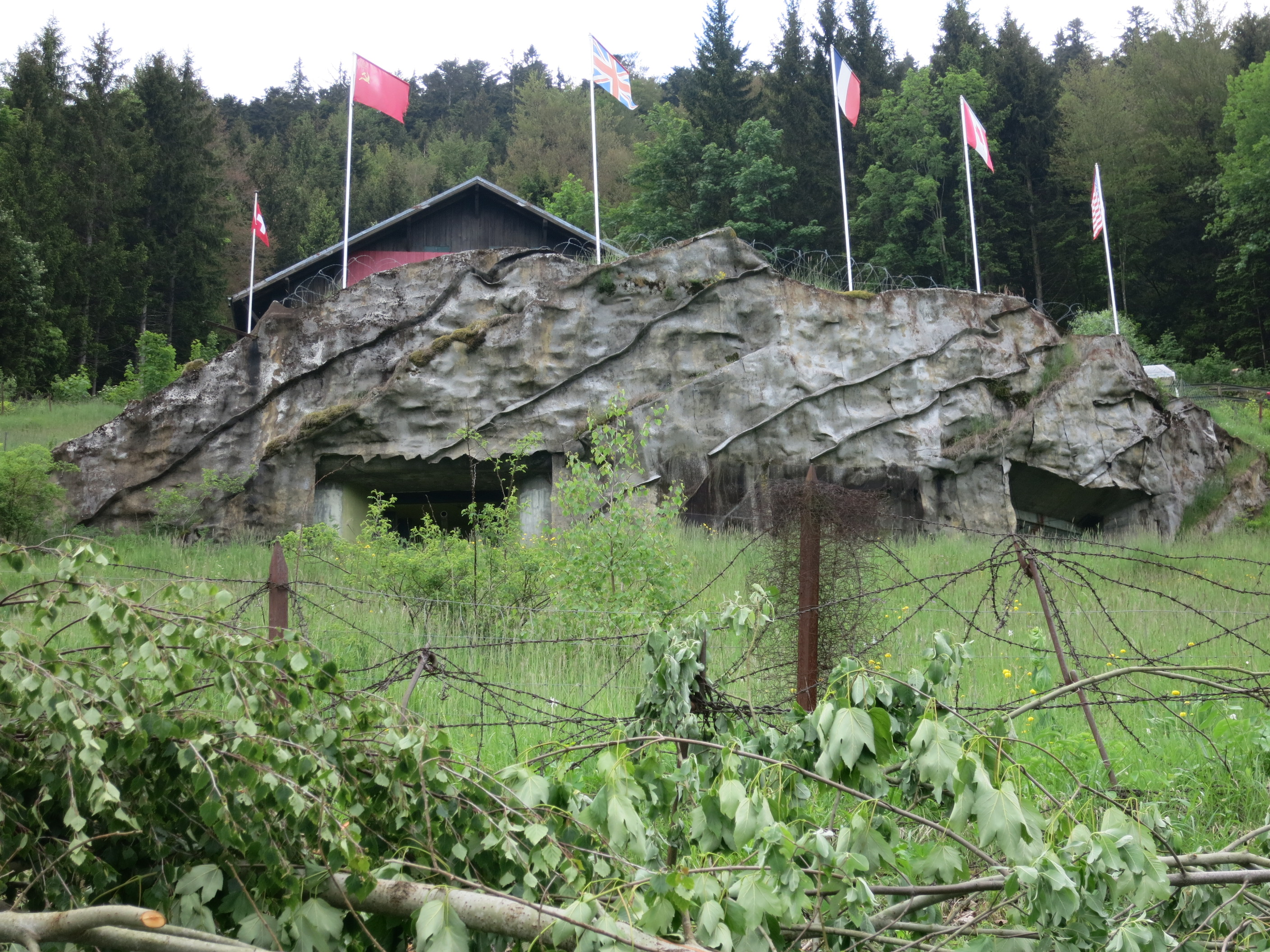
Geschützstand 2, 7.5 und 9 cm
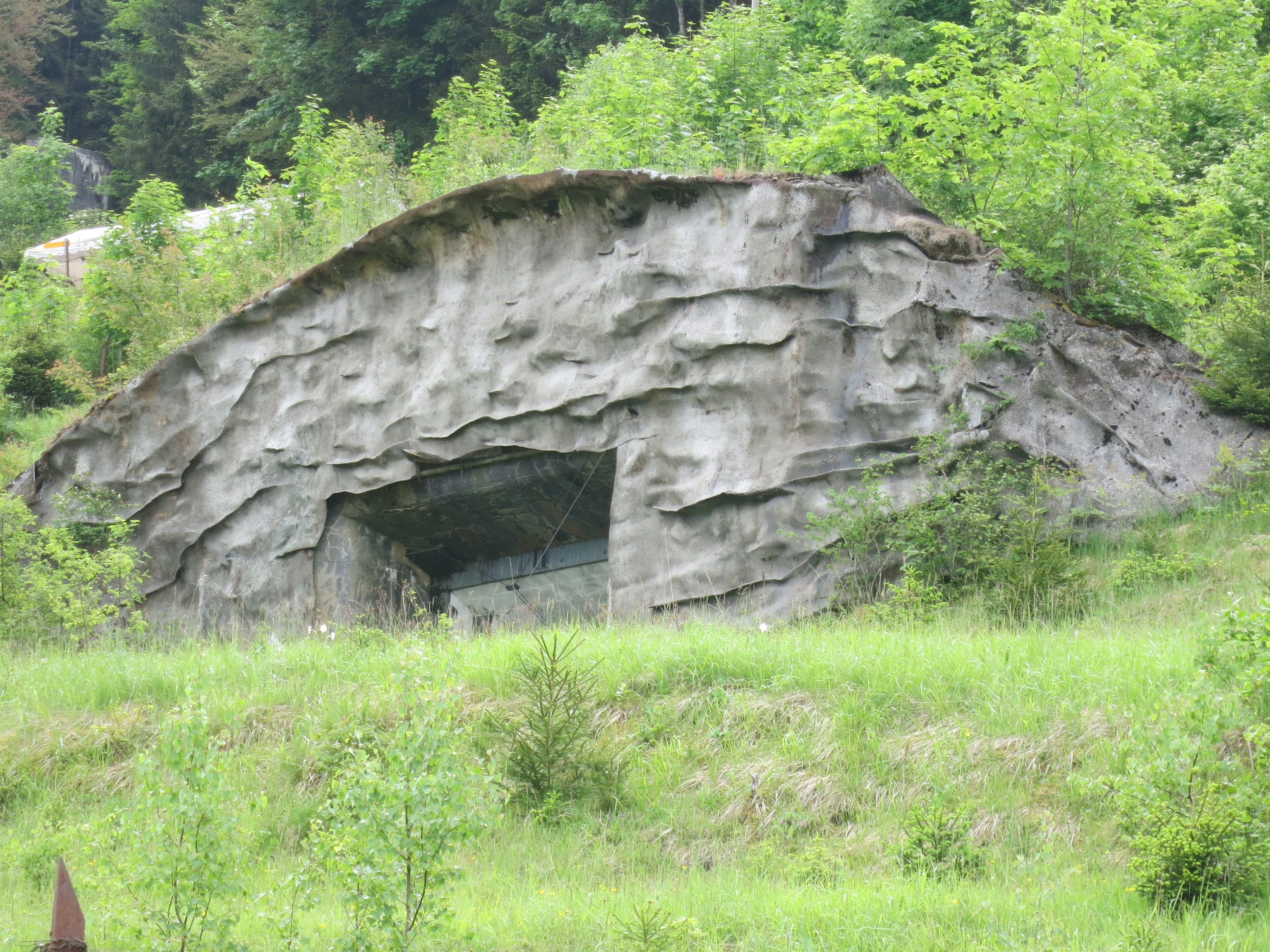
Geschützstand 3, 7.5 cm

An ihren Flanken befinden sich, nach vorwärts versetzt, zwei Infanteriewerke für Maschinengewehre, die als Tanne und als Haus getarnt wurden. Sie sind mit je einem Maschinengewehr Modell 1911 mit Wasserkühlung, einem Beobachtungsposten und einem Notausgang versehen. Sämtliche Waffen, Kanonen und Maschinengewehre sind Festungsmodelle, d. h. mit minimaler Schartenöffnung, Panorama und spezieller Lafette.

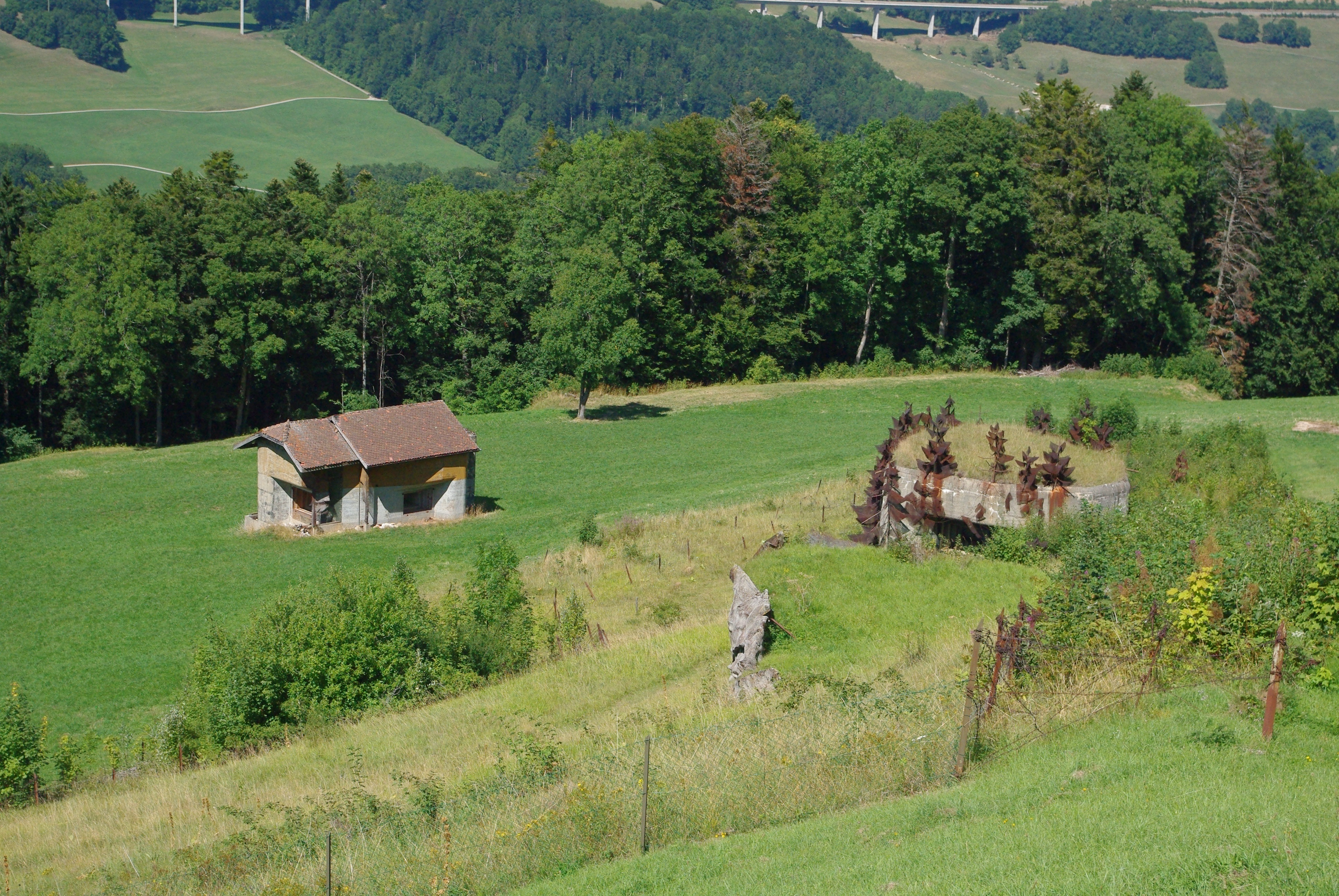
Infanteriewerk M1 als Tanne und Bunker Ost A 579 der Aussenverteidigung als Haus getarnt
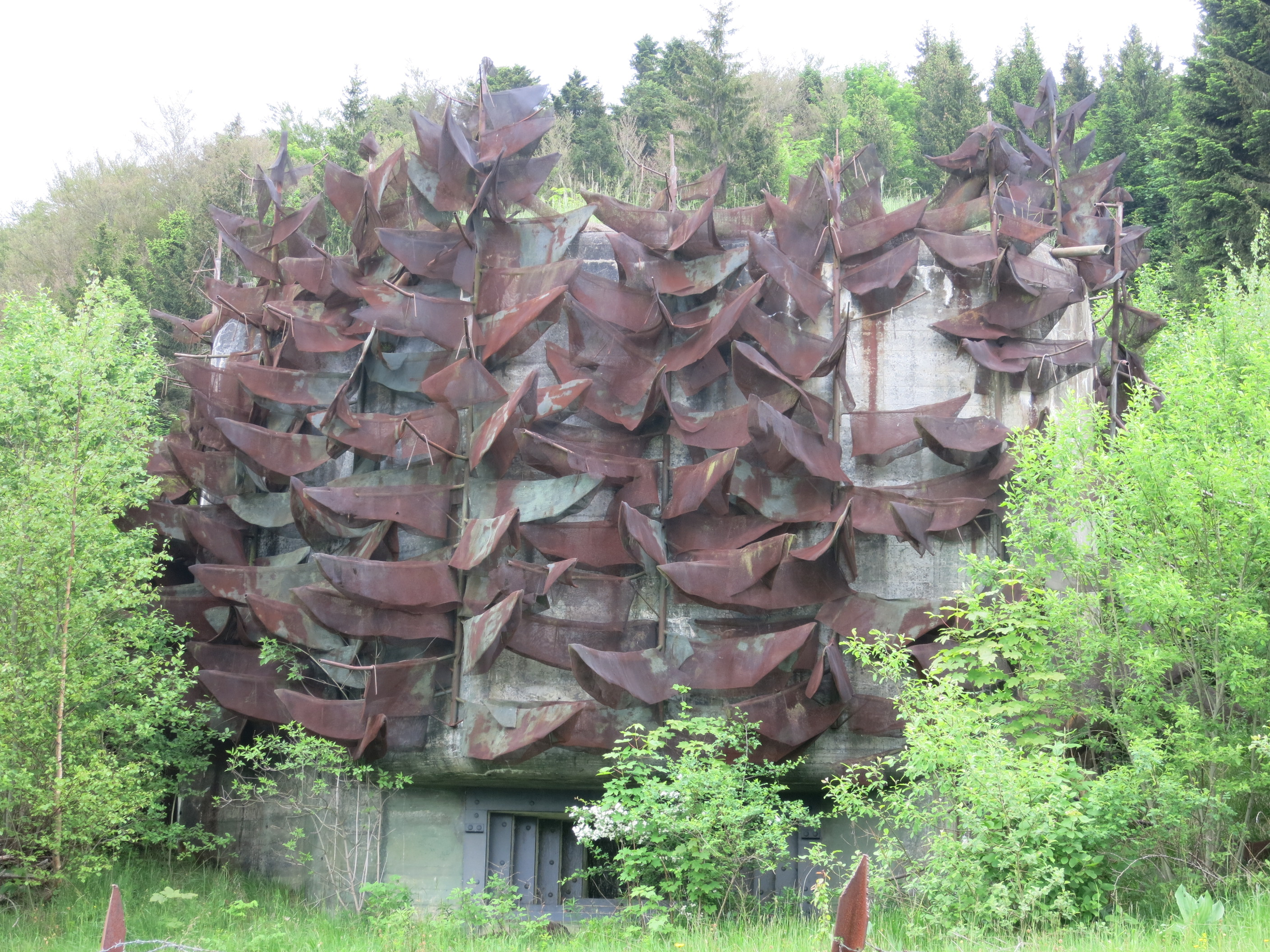
Infanteriewerk M1
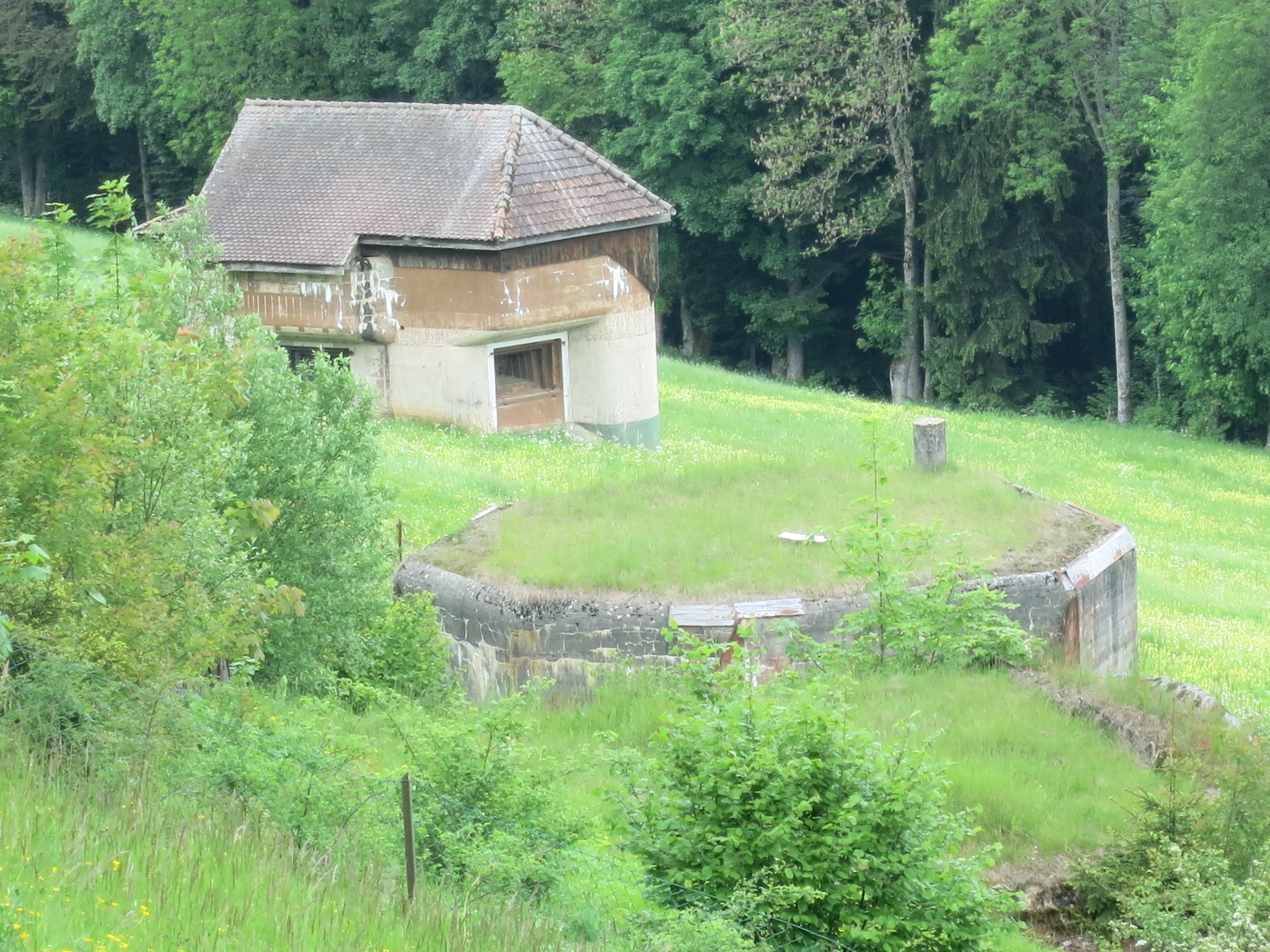
Infanteriewerk M4 und Bunker West A 578 als Häuser getarnt
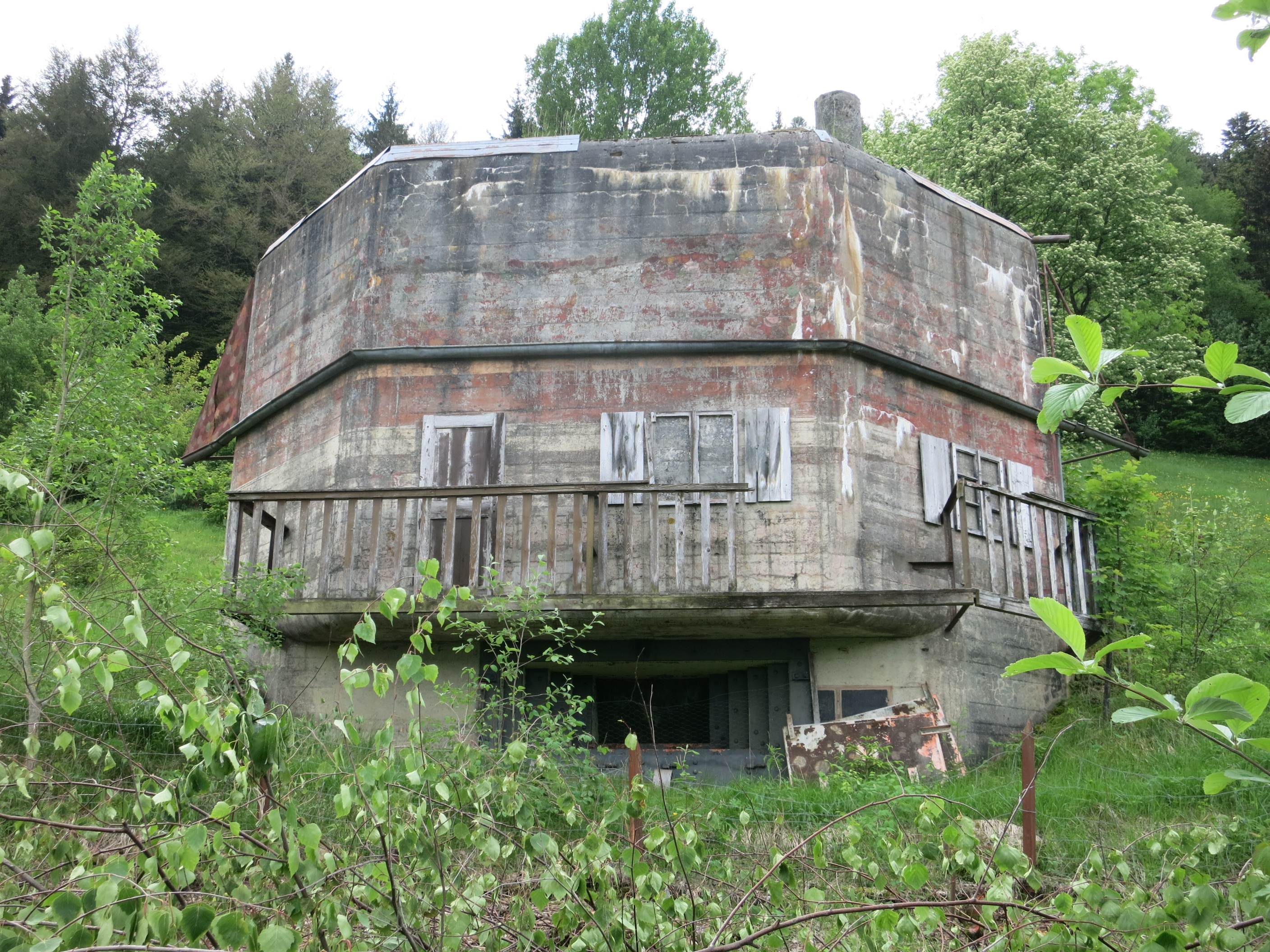
Infanteriewerk M4 mit Beobachter

Zur Verstärkung der Aussenverteidigung wurden 1941 unter der Leitung des Berner Büros für Befestigungsbauten und der Grenzbrigade 1 die drei Infanteriebunker Ost (A 579)⊙, West (A 578)⊙, Süd (A 5xx)⊙ mit 6 Maschinengewehren 7,5 mm, Modell 1911 mit Wasserkühlung errichtet.  Die von der Festung unabhängigen (ohne unterirdischen Gang) Bunker sind als Häuser getarnt. Ab 1943 wurden diese mit einer Tankbüchse 24 mm für Panzerabwehr, zwei Minenwerfern 8,1 cm, einer Panzerabwehrkanone 4,7 cm, vier leichte Maschinengewehre 7,5 mm und 8 Maschinenpistolen 9 mm verstärkt.

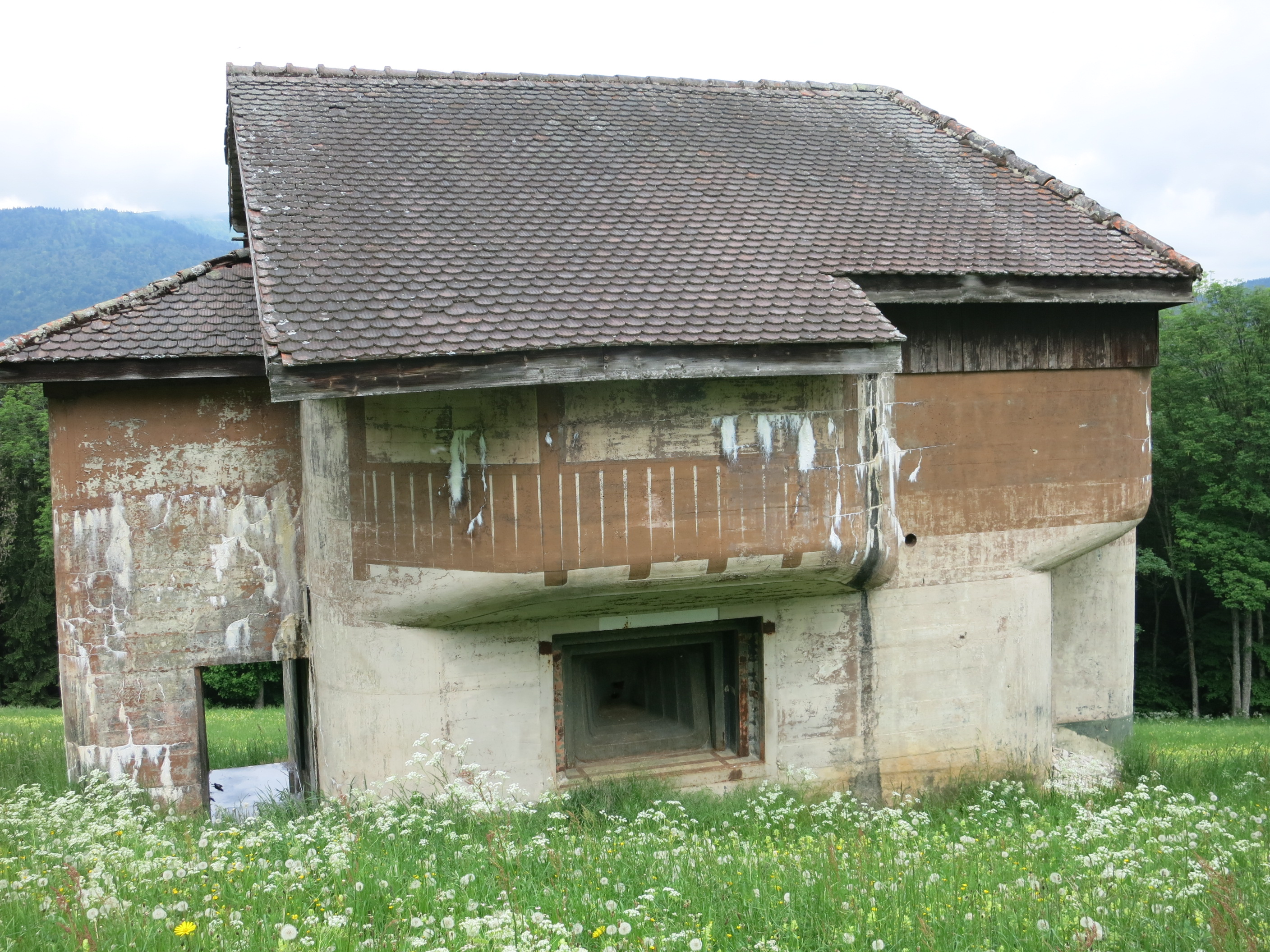
Infanteriebunker West A 578
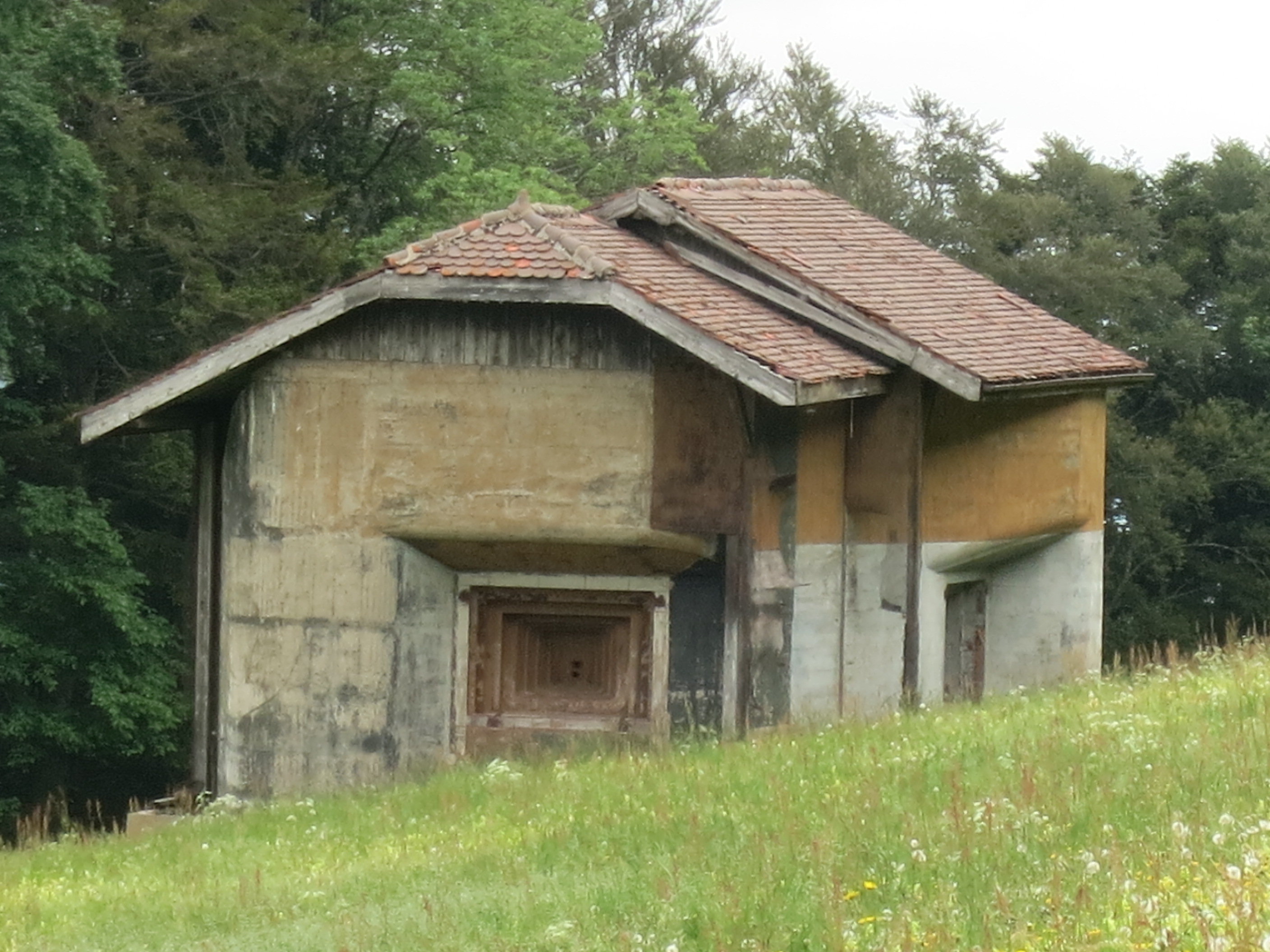
Infanteriebunker Ost A 579
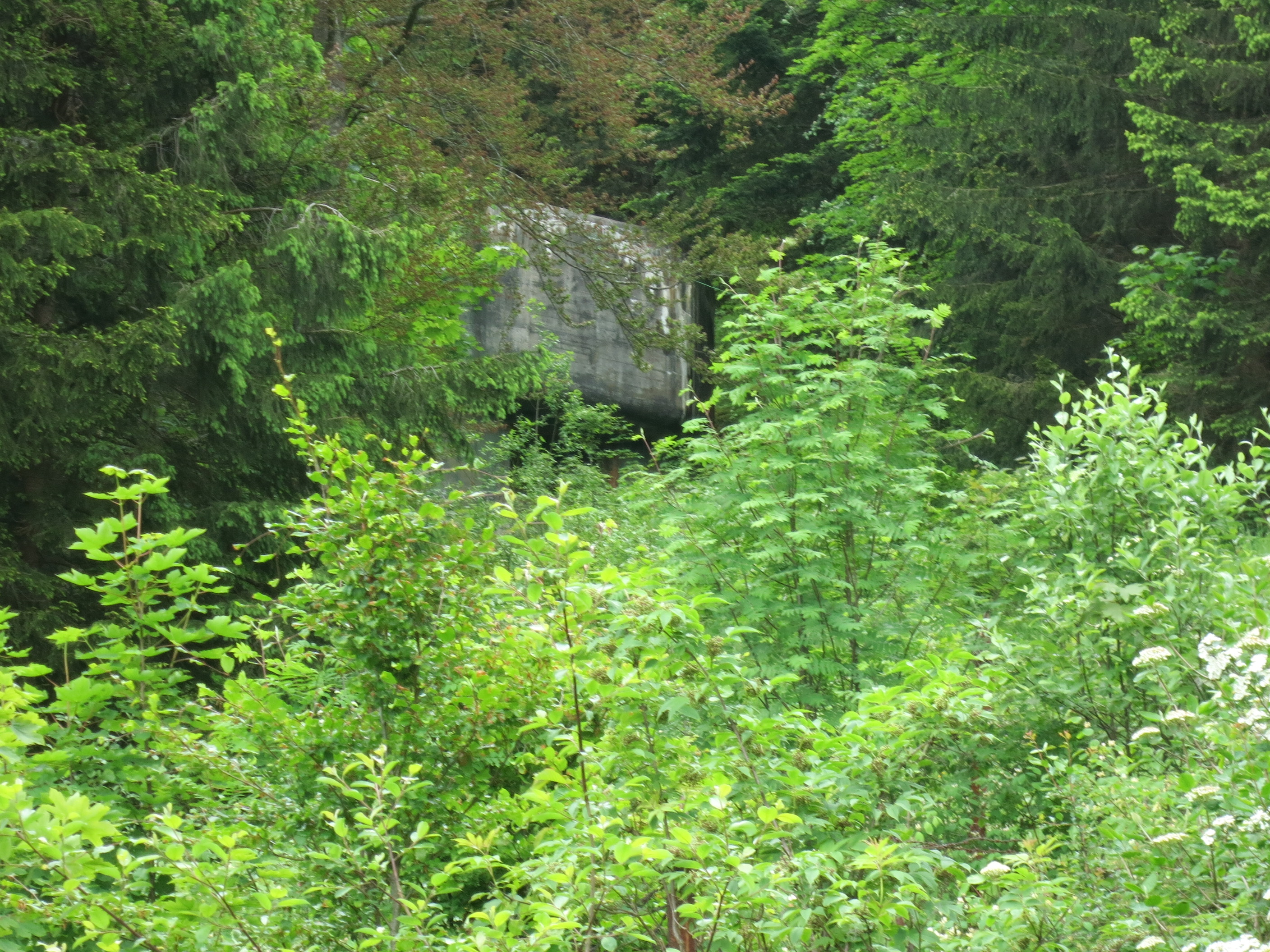
Infanteriebunker Süd A 5xx

### Infrastruktur

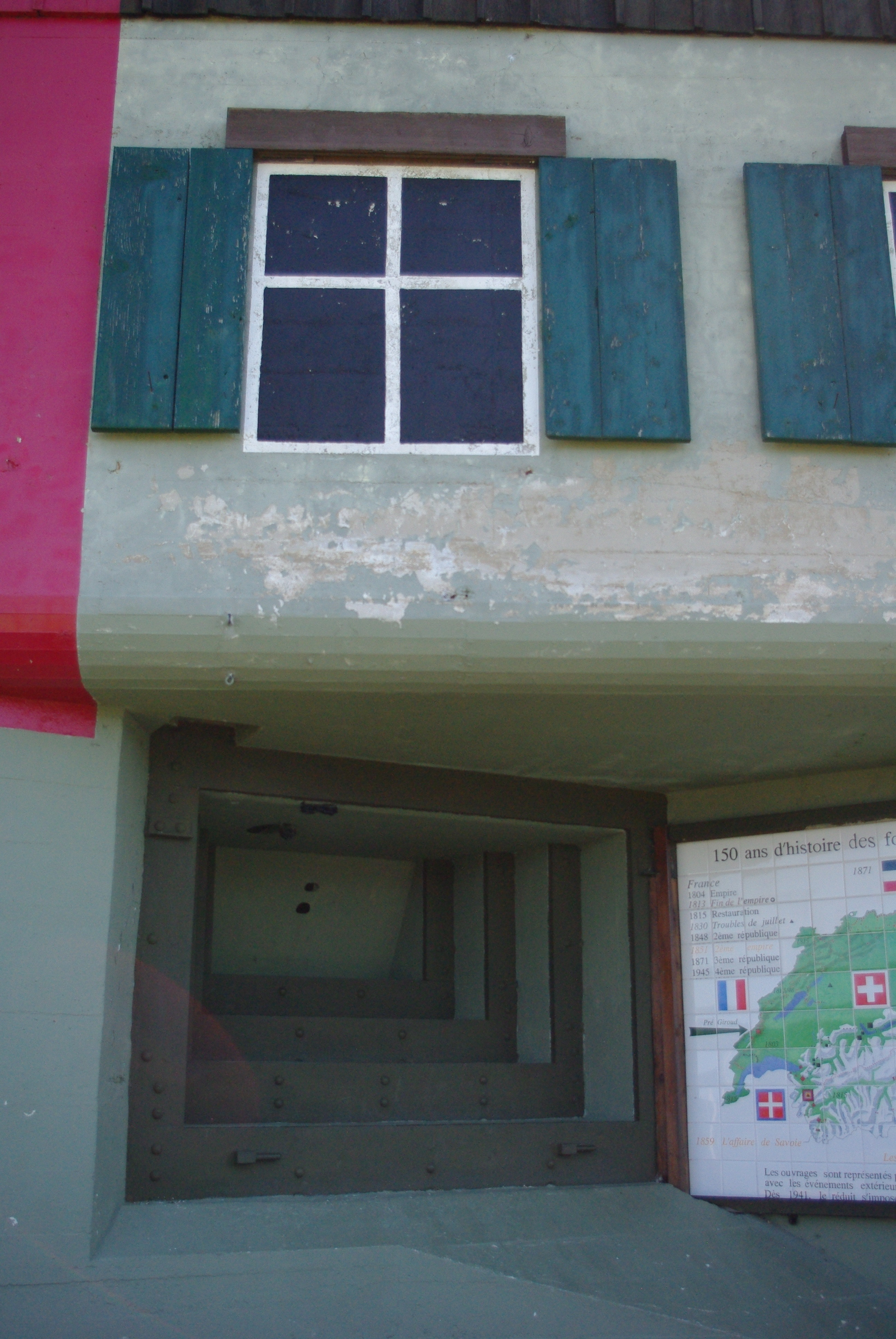
Falsches Chaletfenster und Eingangsbunkerscharte

Das Werk besteht aus drei Artilleriebunkern (G1–G3), dem Eingangsbunker (M1) und zwei Infanteriewerken (M2, M3) mit Kasematte und Nebenanlagen, die unterirdisch mit Stollen verbunden sind. Diese waren einem doppelten Stacheldrahtzaun, Minenfeldern und Panzersperren umgeben.
Vom als Chalet getarnten Eingangsbunker (Eingangskasematte mit 2 Maschinengewehren) führt ein Treppenschacht mit Lastenaufzug rund 30 Meter in die Tiefe, wo sich geradeaus der Maschinensaal befindet. Nach links geht es durch eine Gasschleuse in den 50 Meter tief im Berg liegenden Unterkunftsbereich mit Küche, Feuerleitstelle, Telefonzentrale, Essräumen und dem mit einem Operationssaal ausgerüsteten Lazarett. Nach rechts geht es zu den fünf Kasematten (drei Kampfstände mit Kanonen, zwei Infanteriewerke mit Maschinengewehren).
Die Kaserne mit Befehlsstelle, Büro, Essräume und Unterkunft wurde durch ein spezielles Lüftungssystem sowie eine Schleusenkammer geschützt.
- drei Schlafräume für 27 Offiziere und höhere Unteroffiziere,
- drei Schlafräume für 103 Soldaten
- Feuerleitstelle mit Telefonzentrale
- Operationssaal und Krankenzimmer
- Küche und zwei Kantinen für 60 beziehungsweise 40 Personen
- Offiziersmesse
- zwei Munitionslager
- Maschinenraum mit zwei Dieselaggregaten, Stromgeneratoren, Heizung, Lüftung, Luftfiltrierung, Werkstatt
- drei Infanteriebunker für die Nahverteidigung (ohne Stollenzugang)

Die damaligen Baukosten inklusive Einrichtung beliefen sich auf vier Millionen Schweizer Franken.

### Museum
Die ganze Anlage, die 1988 von einer Stiftung gekauft wurde, kann besichtigt werden. Anhand von Schaupuppen, Waffen und Dokumenten aus dem Zweiten Weltkrieg werden die damaligen Lebensbedingungen der Soldaten und ihre Bewaffnung veranschaulicht. Die Fussweg zur Festung ist mit braunen Wegweisern ab dem Place du Pont im Zentrum von Vallorbe beschildert.

## Sperrstelle Le Day
Die Sperrstelle «Le Day» ist die infanteristisch verteidigte Sperre unterhalb des Artilleriewerkes Pré-Giroud und oberhalb der Gemeinde Vallorbe und dem Weiler Le Day. Diese Sperrstelle besteht aus der Aussenverteidigung des Artilleriewerks Pré-Giroud 
und der Verteidigung der Kreuzung der Verkehrsachsen (Strasse und Schiene) in Le Day. In der damaligen Schweizer Filmwochenschau wurden 
Soldaten gezeigt, die Steckelemente der Panzerbarrikade auf der Strasse von Le Day bestiegen.
Die Sperrstelle gilt als militärhistorisches Denkmal von nationaler Bedeutung.
Von dem  Dispositiv sind heute noch zehn Bunker sowie 15 Tanksperren und Panzerhindernisse erhalten:
- Infanteriebunker Grange Neuve A 581⊙
- GPH Le Day⊙
- Unterstand Côtette⊙
- Infanteriebunker Le Day⊙
- Infanteriebunker GPH⊙
- Infanteriebunker Le Day Süd⊙
- Infanteriebunker Le Day Nord⊙
- Infanteriebunker Chives à Barbet⊙
- Infanteriekanonen (Ik)-Schild Grand Crêt
- Infanteriebunker Gaudine
- Waffenstellung in GPH Le Day 1⊙
- Waffenstellung in GPH Le Day 2⊙
- Waffenstellung in GPH Le Day 3⊙
- Waffenstellung Le Day 1⊙
- Waffenstellung Le Day 2⊙

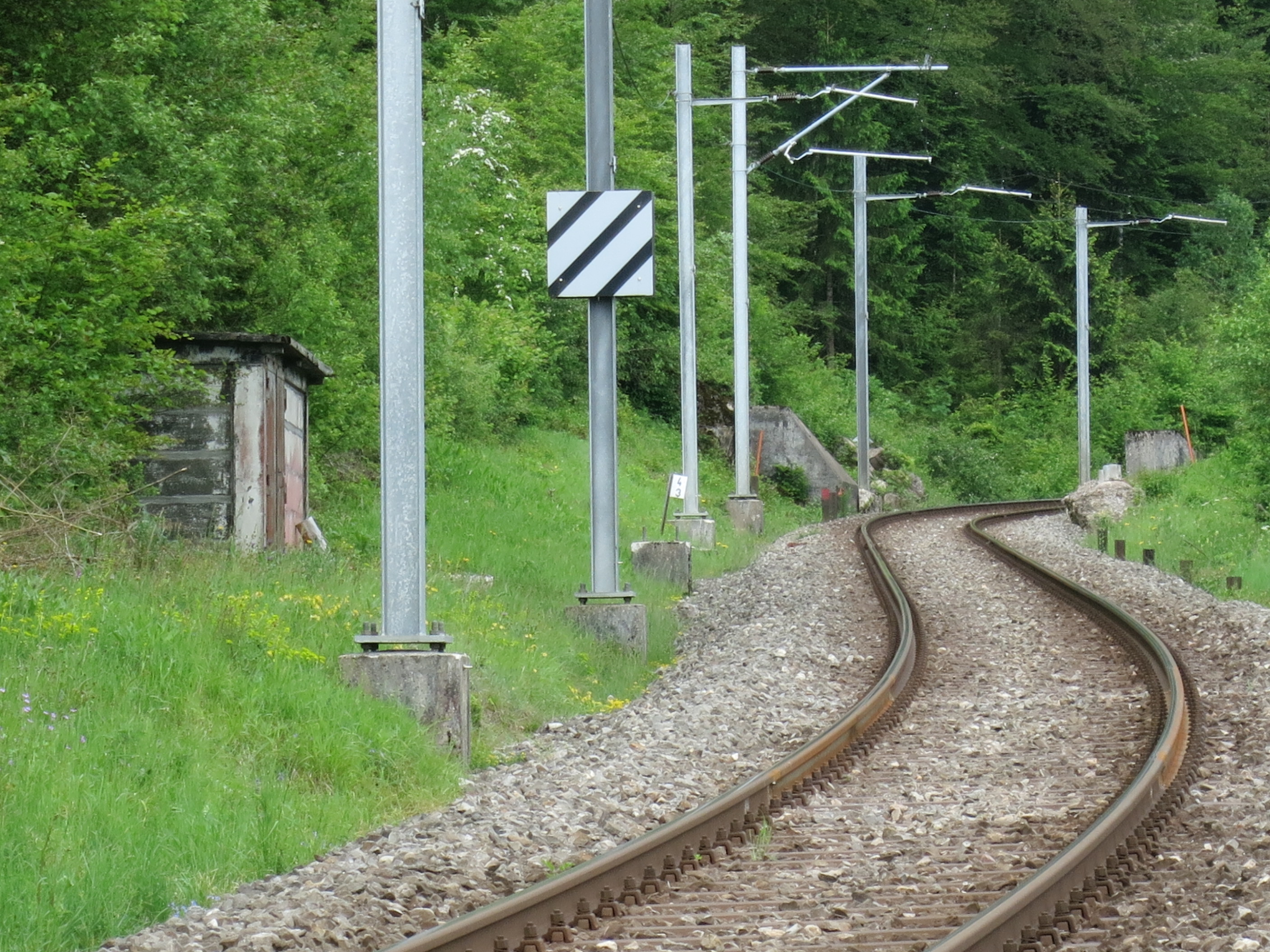
GPH Grange Neuve, Vallorbe
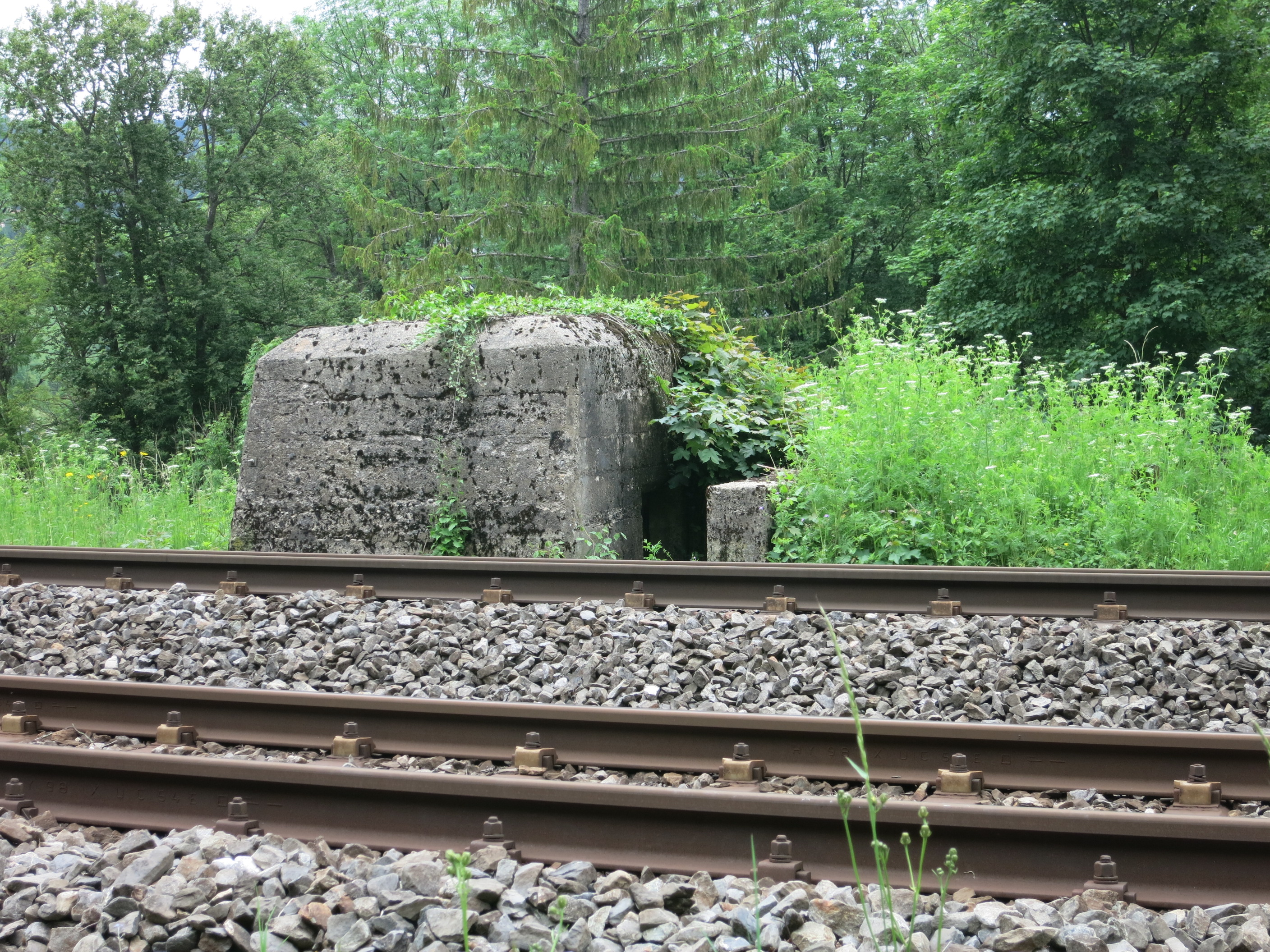
Bunker SBB, Le Day
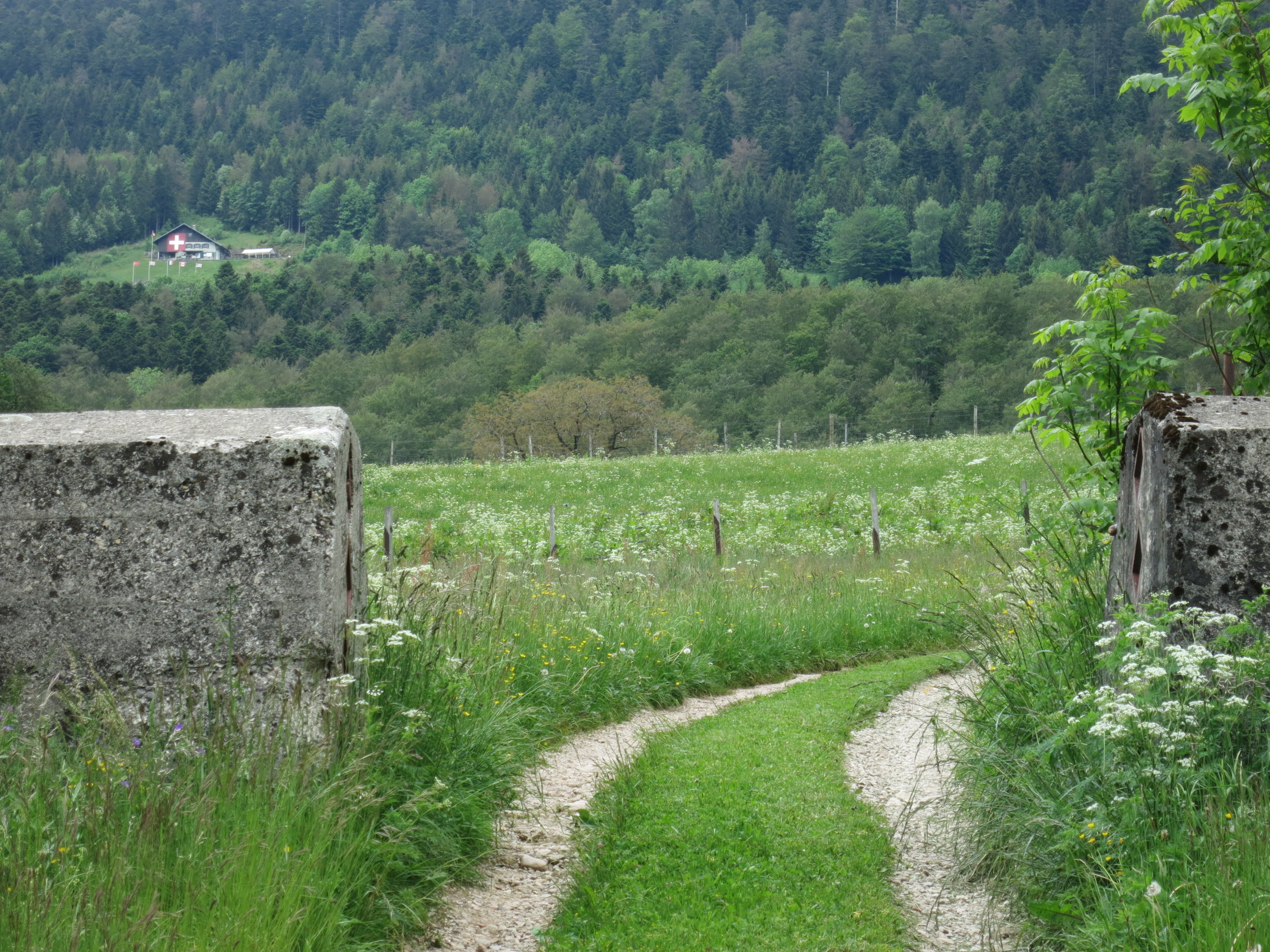
GPH Le Day mit Artilleriewerk
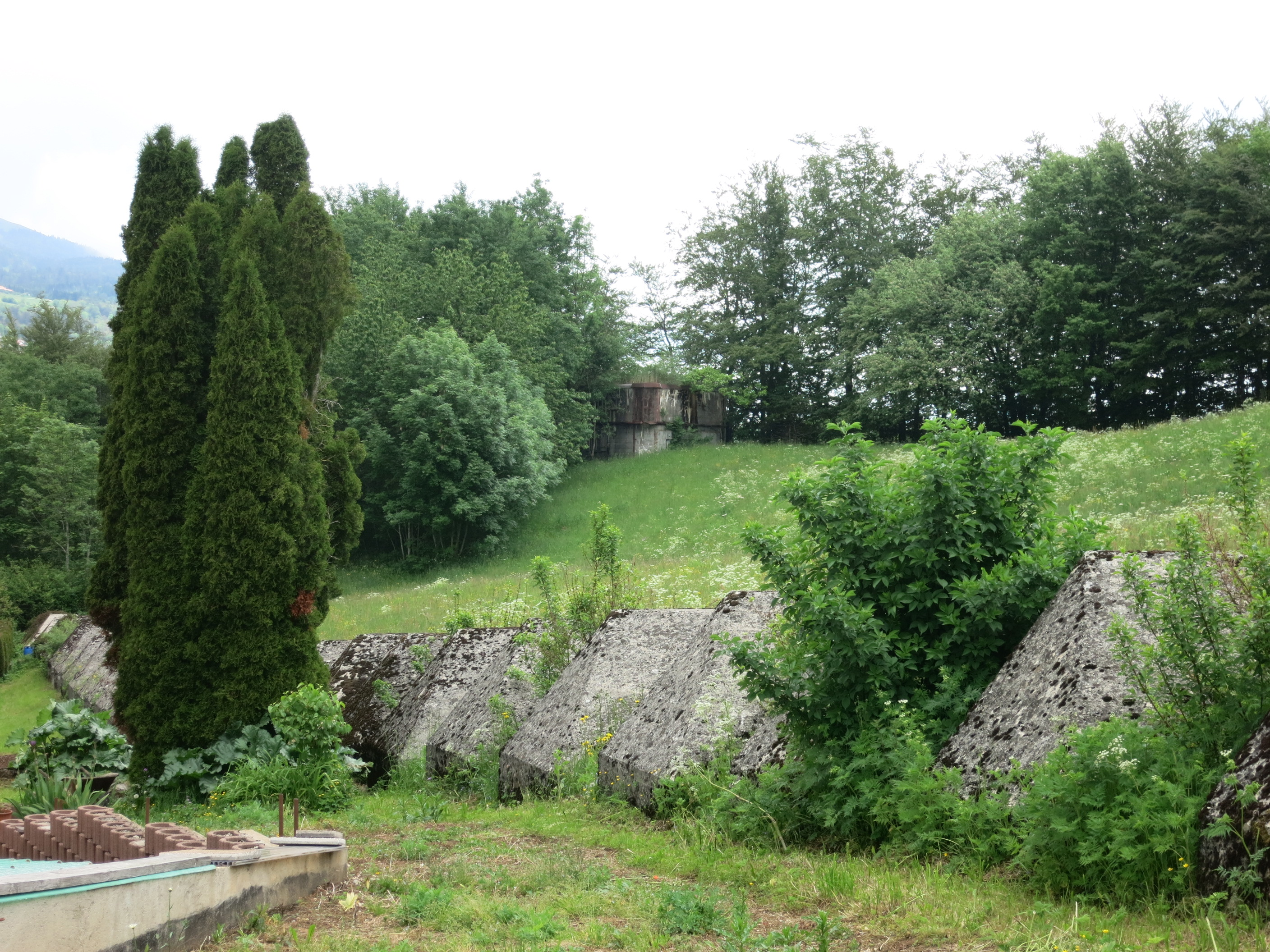
GPH mit Infanteriebunker Le Day